# Ford: The Man and the Machine
Ford: The Man and the Machine (Ford: El Hombre y la Maquina título en España) es una película para televisión canadiense-estadounidense de 1987 dirigida por Allan Eastman y protagonizada por Cliff Robertson como Henry Ford, basada en la biografía de Robert Lacey. 
La película ganó tres Premios Gemini por mejor telefilme dramático, mejor diseño de producción o dirección de arte y mejor diseño de vestuario y fue nominada para otros tres por mejor actor de reparto a R. H. Thomson, mejor actriz de reparto a Heather Thomas y mejor sonido.

## Reparto
| Actor              | Personaje                |
| ------------------ | ------------------------ |
| Cliff Robertson    | Henry Ford               |
| Hope Lange         | Clara Bryant             |
| Michael Ironside   | Harry Bennet Chupatintas |
| Heather Thomas     | Evangeline Cote          |
| R. H. Thomson      | Edsel Ford               |
| Chas Lawther       | Connors                  |
| Geza Kovacs        | Spider Wuff              |
| Chris Wiggins      | Malcolmson               |
| Tom Rack           | John Dodge               |
| Damir Andrei       | Horace Dodge             |
| Nicholas Kilbertus | Jake Patterson           |
| Lynne Adams        | Eleanor                  |